# ロールフィルム

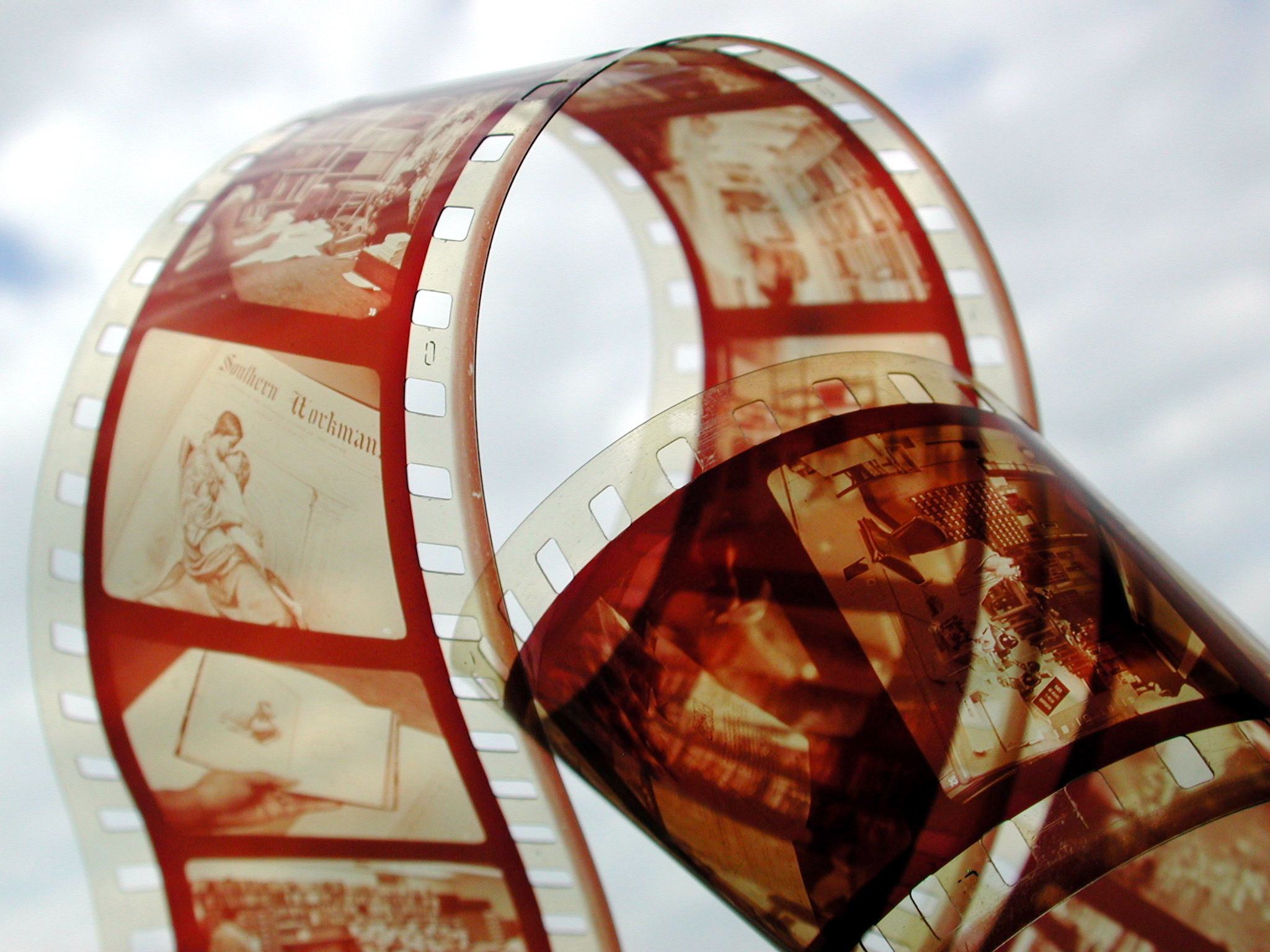
35ミリ映画シネフィルム

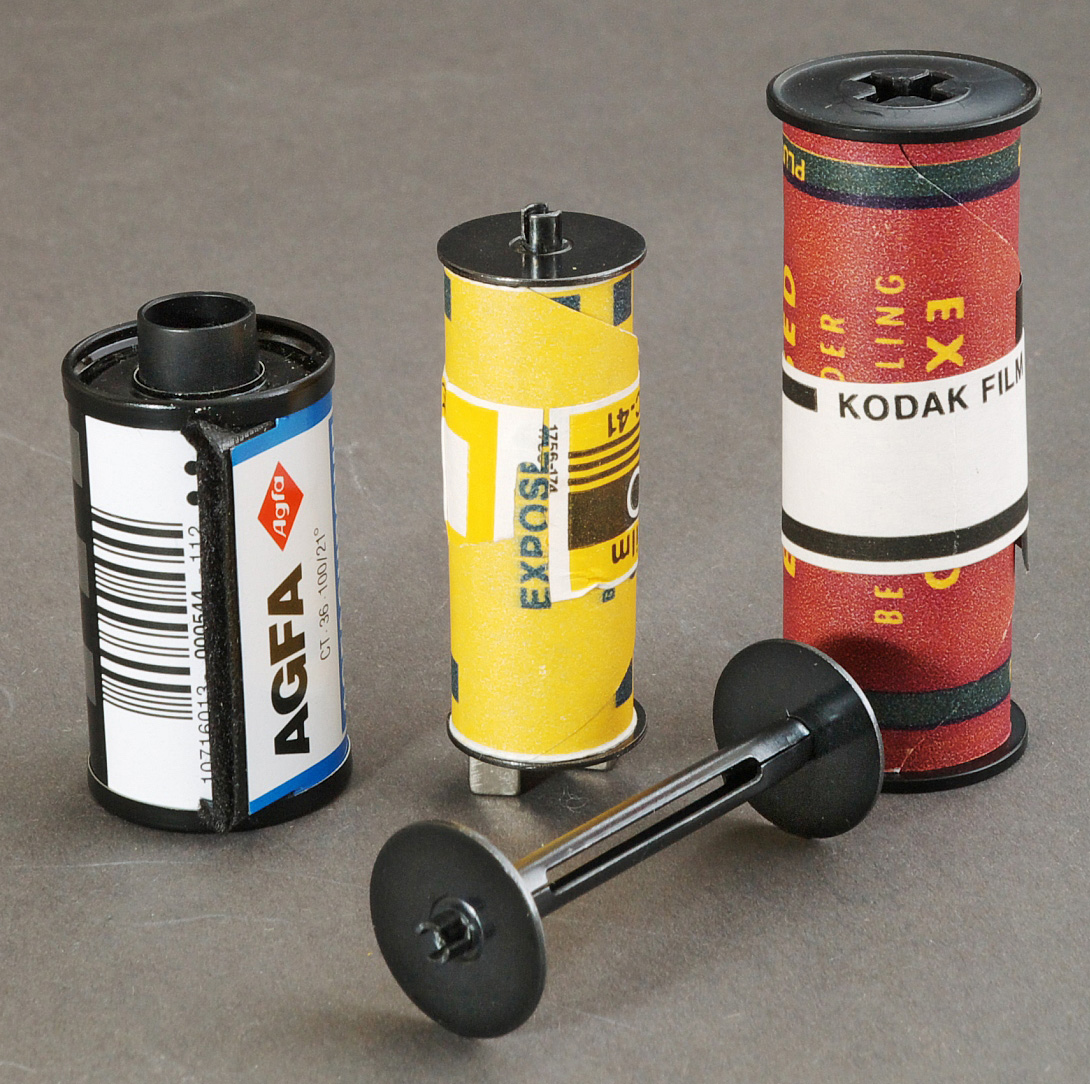
左から
135フィルムのパトローネ
127フィルム
120フィルム
右手前は127フィルムのスプール

ロールフィルム（英語: Roll film ）は、軸に巻きつけた帯状の写真フィルムの総称である。対義語は、同フィルムの発明でレトロニムとなったシートフィルムである。それまでの乾板やシートフィルムと異なり、カメラへの1回の装填で複数枚の写真撮影が可能となった。
狭義には、スプール（巻き軸）に巻かれたままパトローネに入れられていないものを指し、この場合は135フィルムや110フィルム（ワンテンフィルム）、APS（アドバンストフォトシステム）と差別化する語となる。ここではこの語を広義のまま取り扱い、具体的には135フィルムや120フィルム、220フィルム、127フィルムなどがある。
映画用フィルムもロール状であり原理的には同様であるが、この語の範疇にはない。

## 略歴・概要
1881年、アメリカ合衆国ウィスコンシン州カンブリアの農民ピーター・ヒューストンが、世界初のロールフィルム写真機を発明、弟デイヴィッド・ヘンダーソン・ヒューストン（1841年6月14日 - 1906年5月6日）が特許登録を行なった。硬質ではない柔軟なロールフィルムのための最初のホルダーを発明したのは、同地でのことであった。ヒューストンはすでに1880年にダコタ準州ハンター（現在のノースダコタ州ハンター）に転居しており、翌年10月11日、カンブリア在住のデイヴィッドに対し、ロールフィルム・ホルダーの特許（米国特許第248,179号、特許名 PHOTOGRAPHIC APPARATUS）が登録されたのであった。デイヴィッドは、1886年にこれを改良更新しており、その特許権をすべて、すでに1888年にボックスカメラにこの発明を使用していたコダックの創立者、ジョージ・イーストマンに対し、翌1889年に5,000ドルで売却している。デイヴィッドは写真機の開発を続け、最初の発明から1902年までの間に、写真機と部品についての21の特許を得ている。デイヴィッドの特許の残余は、1912年にイーストマンに譲渡された。
ロールフィルムは安価なスナップ写真用の写真機のために選択される規格として1950年代末まで中心的に使用され、もっとも一般的であったのは小型カメラ用の127フィルムと828フィルム、中判カメラ用の120フィルムと116フィルムであった。ロールフィルムは、職業写真家のためのスウェーデン製の高級写真機ハッセルブラッド等にも使用された。スナップショット用写真機に使用されるフィルムは、その後、パトローネ入りのフィルムである135フィルムや126フィルムにとって代わられたが、120フィルム、220フィルムが中判カメラ用として残った。

## ロールフィルム番号の一覧
コダックが定めたおもなロールフィルム番号の一覧である。他メーカーによる呼称、日本語での呼称も存在する。生産開始・生産終了は、コダックによるものであり、他社からは生産が続行しているものも存在する。
| 番号  | 生産開始 | 生産終了   | 画面サイズ(センチ) | 備考 |
| ----- | -------- | ---------- | ------------------ | --- |
| 35    | 1916年   | 1933年1月  | 3.175×4.445        | |
| 101   | 1895年   | 1956年7月  | 8.89×8.89          | |
| 102   | 1896年   | 1933年9月  | 3.81×5.08          | |
| 103   | 1896年   | 1949年3月  | 9.525×12.065       | |
| 104   | 1897年   | 1949年3月  | 12.065×9.525       | |
| 105   | 1897年   | 1949年3月  | 6×9                | フォールディングポケットコダックの規格 |
| 110   | 1971年   | 現行       | 1.3×1.7            | ポケットインスタマチックの規格、1898年 - 1929年に同番号の別規格があった。2009年9月に富士フイルムが生産を終了した事で一旦市場から姿を消したが、2012年にLomographyが復活させている。 |
| 115   | 1898年   | 1949年3月  | 17.145×12.065      | |
| 116   | 1899年   | 1984年4月  | 6.5×11             | No.1Aフォールディングポケット・コダックの規格 |
| 117   | 1900年   | 1949年3月  | 6×6                | ザ・ブローニーの規格 |
| 118   | 1900年   | 1961年8月  | 8.255×10.795       | |
| 119   | 1900年   | 1940年7月  | 10.795×12.065      | |
| 120   | 1901年   | 現行       | 6×9                | No.2ブローニーの規格、多種類のサイズがある |
| 121   | 1902年   | 1941年11月 | 4.1275×6.35        | |
| 122   | 1903年   | 1971年4月  | 8.255×13.97        | |
| 123   | 1904年   | 1949年3月  | 10.16×12.7         | |
| 124   | 1905年   | 1961年8月  | 12.065×10.795      | |
| 125   | 1905年   | 1949年3月  | 12.065×13.97       | |
| 126   | 1963年   | 1999年     | 2.6×2.6            | インスタマチックの規格、1906年 - 1949年に同番号の別規格（10.795×16.51）があった |
| 127   | 1912年   | 現行       | 4.1275×6.35        | ヴェスト・ポケット・コダックの規格、現在かわうそ商店からカラーリバーサルフィルムのRerachromeと白黒フィルムのRerapanが販売されている。                                              |
| 128   | 1912年   | 1941年11月 | 3.81×5.715         | |
| 129   | 1912年   | 1951年1月  | 4.7625×7.62        | |
| 130   | 1916年   | 1961年8月  | 7.3025×12.3825     | |
| 135   | 1934年   | 現行       | 2.4×3.6            | レチナの規格、パトローネ入り |
| 220   | 不明     | 現行       | 5.6×8.4            | 120フィルムの2倍の長さ |
| IX240 | 1996年   | 2011年     | 3.02×1.67          | APSの規格、カートリッジ入り24mmフィルム |
| 616   | 1932年   | 1984年5月  | 6.5×11             | コダックシックス-16の規格 |
| 620   | 1932年   | 1995年7月  | 6×9                | コダックシックス-20の規格、現在取り寄せではあるがみらいフィルムズにて620用スプールに巻き直されたフィルムが販売されている。                                                         |
| 828   | 1935年   | 1985年3月  | 2.8×4.0            | コダックバンタムの規格、現在みらいフィルムズにて828用スプールに巻き直されたフィルムが販売されている。                                                                              |

## 番号外のロールフィルムの一覧
コダックが定めたおもなロールフィルム番号の一覧に存在しない、コダックが番号を定めなかったロールフィルムの一覧である。
| 名称               | 生産開始 | 生産終了   | 画面サイズ(センチ)          | 備考 |
| ------------------ | -------- | ---------- | --------------------------- | --- |
| ミノックスフィルム | 1938年   | 現行       | 0.8×1.1                     | カートリッジ入り9.5mmフィルム                                                                                 |
| カラットフィルム   | 1936年   | 1963年     | 2.4×3.6                     | アグフア（現在のアグフア・ゲバルト）の規格、カートリッジ入り35mmフィルム                                      |
| ラピッドフィルム   | 1964年   | 1990年代   | 2.4×2.4 / 2.4×3.6 / 2.4×1.8 | アグフア・ゲバルトの規格、カートリッジ入り35mmフィルム                                                        |
| SLフィルム         | 1958年   | 1990年     | 2.4×2.4 / 2.4×3.6 / 2.4×1.8 | ORWOの規格、カートリッジ入り35mmフィルム                                                                      |
| カセッテ16         | 1978年   | 1990年代   | 1.3×1.7                     | ORWOによるペンタコンK16のための規格、カートリッジ入り16mmフィルム                                             |
| ボルタフィルム     | 1936年   | 1990年前後 | 2.4×2.4 / 2.4×2.8           | 裏紙付35mmフィルム                                                                                            |
| ミゼットフィルム   | 1937年   | 2018年     | 1.4×1.4                     | 美篶商会の規格、裏紙付17.5mmフィルム、2016年4月に田中商会が復活させた。しかし、廃業とともに生産終了となった。 |
| 00ウニフェX        | 1933年   | 不明       | 3.81×2.86                   | ゲヴァルト（現在のアグフア・ゲバルト）の規格                                                                  |
| 16mmフィルム       | 1947年   | 1980年代   | 1.0×1.4                     | コーナン16、ミノルタ16 (Minolta 16) 、マミヤ16の規格、カートリッジ入り16mmフィルム                            |
| 16mmフィルム       | 1960年   | 不明       | 1.2×1.7                     | ローライ16、エディクサ16の規格、カートリッジ入り16mmフィルム                                                  |